# هال اشبی
ویلیام هال اشبی (به انگلیسی: William Hal Ashby) (زاده ۲ سپتامبر ۱۹۲۹ – درگذشته ۲۷ دسامبر ۱۹۸۸) کارگردان و تدوین‌گر آمریکایی بود.

## زندگی و حرفه
وی که تا چهل سالگی فیلم نساخته بود در یوتا بزرگ شد و شاهد عینی خودکشی پدرش بود. در دهه شصت به لس آنجلس آمد و به دفتر کاریابی مراجعه کرد و خواست کاری در یک فیلم پیدا کند. اشبی بالاخره در استودیو نیورسال شروع به کار کرد. بعدها دستیار تدوین فیلم‌های نورمن جویسون شد و سرانجام فیلمی پیش آمد که جیسون در اواسط کار از ساخت آن انصراف داد و اشبی جایش را گرفت.
اشبی در طول حیات ۵۹ ساله‌اش حدود ۱۵ فیلم را کارگردانی کرد که از مطرح‌ترین آنها می‌توان به آثاری چون: آخرین مأموریت، بازگشت به وطن، هرولد و موده، آخرین گروه و قلب‌های دست دوم اشاره کرد. آخرین ساخته هال اشبی با نام سفر جیک در سال ۱۹۸۸ ساخته شد که فیلمی تلویزیونی بود.

## در مقام کارگردان
- عزیز (۱۹۶۵)
- صاحبخانه (۱۹۷۰)
- هارولد (۱۹۷۱)
- آخرین جزء (۱۹۷۳)
- شامپو (۱۹۷۵)
- جهش به سوی افتخار (۱۹۷۶)
- بازگشت به وطن (۱۹۷۸)
- حضور (۱۹۷۹)
- میلیون‌ها روش برا ی مردن (هشت میلیون شیوه مردن)

## در مقام تدوین‌گر
- بچه سینسینتی (۱۹۶۵)
- محبوبه (۱۹۶۵)
- روس‌ها دارن میان، روس‌ها دارن میان (۱۹۶۶)
- در گرمای شب (۱۹۶۷)
- موضوع توماس کراون (۱۹۶۸)